# Winsen an der Luhe
Winsen (Luhe) är en stad i Landkreis Harburg i förbundslandet Niedersachsen i Tyskland.